# Vyzrňování bavlny
Vyzrňování bavlny je oddělování semen, slupek a ostatních příměsí od spřadatelného materiálu.
Vyzrňováním se získává ze 100 kg sklizené bavlny:
- 35–40 kg spřadatelných vláken[pozn. 1] (s délkou nad 10 mm a s obsahem 5–10 % nečistot, které se odstraňují v procesu výroby příze)[2] [3]

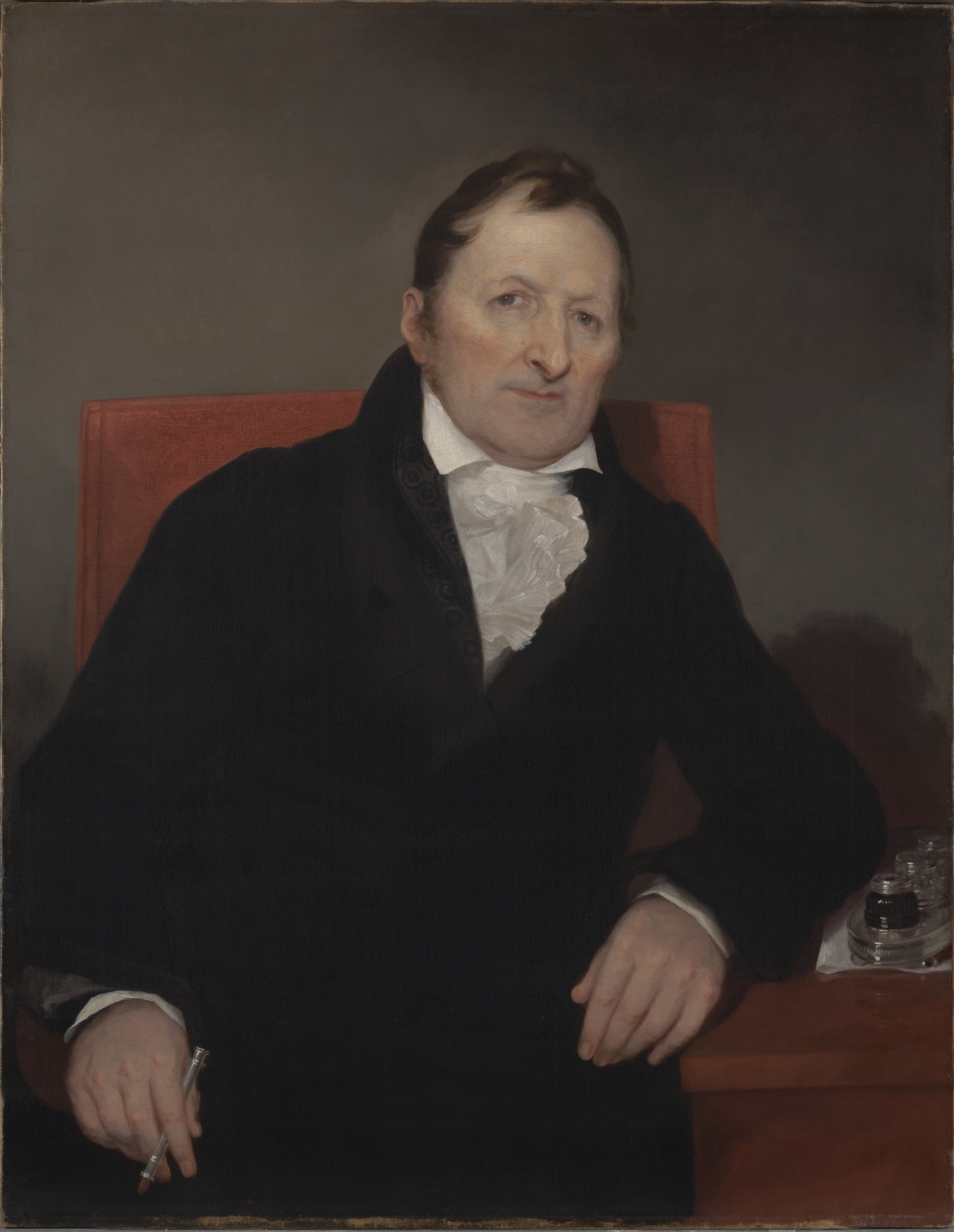
Eli Whitney (1765-1825) vynálezce vyzrňovače bavlny

- 30–35 kg olejné pokrutiny a oleje, ze kterých se dá vyrábět jedlý olej, margarin, léčiva atd.
- 20–25 kg slupek, zbytků semen a dalších odpadů, zčásti používaných jako krmivo pro dobytek a hnojivo
- Na povrchu semen zůstává po vyzrnění cca 5 % velmi krátkých vláken (linters), která se dají oddělit dodatečným mechanickým zpracováním a použít k výrobě papíru.[4]

## Způsoby vyzrňování

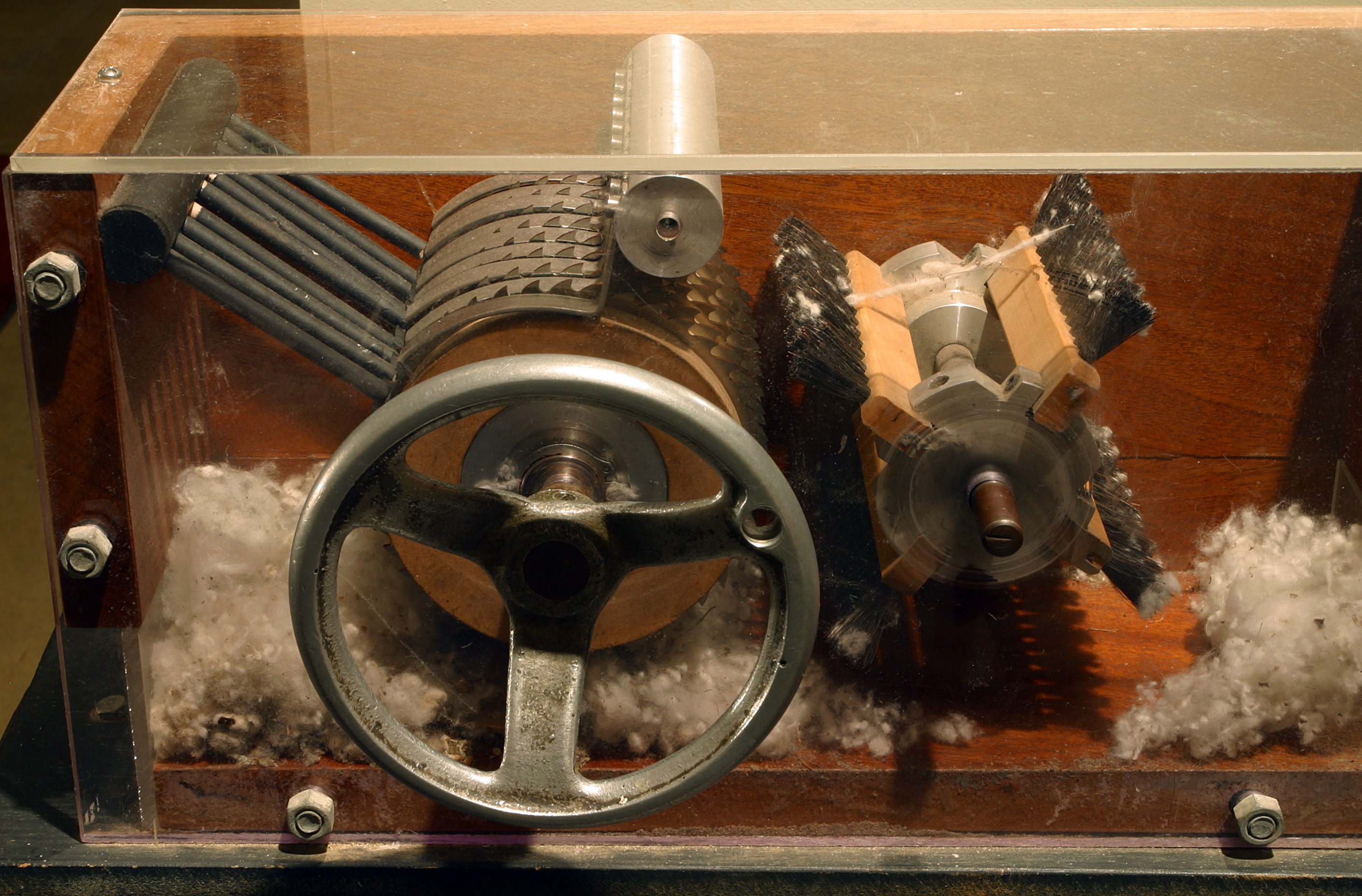
Model pilkového vyzrňovače z 19. století

Vyzrňování se provádí poblíž místa sklizně. Původní práce s jednoduchými nástroji byla koncem 18. století zmechanizována (patent Američana Whitneye z roku 1793), vyzrňovací stroje jsou konstruovány dvěma možnými způsoby:
- Pilkové vyzrňování pro krátké a středněvlákenné bavlny
- Válcové vyzrňování pro bavlny se staplem zhruba nad 35 mm

Na konci 20. století se zpracovávalo 85 % světové produkce bavlny pilkovými vyzrňovači a 15 % na válcových strojích.

### Pilkové vyzrňování
Princip: Buben s pilkovým potahem vtahuje chomáče bavlny mezi drážky roštu. Drážky jsou užší než rozměry semen, takže z nich zoubky pilky strhávají vlákna, která jsou z nich pak sčesávána rotujícím kartáčem. Semena padají vlastní váhou pod stroj.

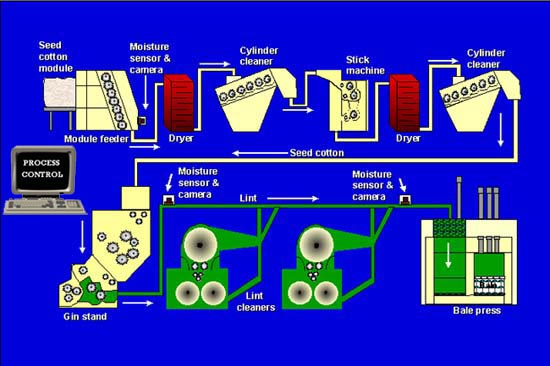
Schéma agregátu na vyzrňování a lisování balíků bavlny ze začátku 21. století

Standardní vyzrňovací zařízení pracují s výkonem cca 8 tun/hod., u agregátů ze začátku 21. století (v USA) se uvádí maximální výkon 15 tun/hod.

### Válcové vyzrňování
Válec potažený laminátem z 13 vrstev bavlněné tkaniny přivádí bavlnu k sadě nožů nastavené těsně k válci tak, že mezerou prochází jen vlákenný materiál a semena odpadávají z vnější strany nožů pod stroj. Materiál musí zpravidla probíhat strojem dvakrát, protože účinek jednoho vyzrňování je jen asi padesátiprocentní.
Vlákenný materiál je šetrně zpracován, po vyzrnění má však sklon ke stáčení do copánků.
Stroje pracují s maximálním výkonem 1000 kg/h, náklady na válcové vyzrňování jsou oproti pilkovému cca o 50 % vyšší.

## Strojní zařízení
Technické vybavení vyzrňovací stanice a technologie vyzrňování jsou závislé především na způsobu sklizně bavlny.
- Zařízení k vyzrňování ručně česané bavlny (na začátku 21. století cca 70 % světové sklizně) vystačí s vyzrňovacím strojem (cotton gin podobné konstrukce jako je model stroje z 19. století na hořejším snímku) a s lisem na balíky s vyzrněnou bavlnou.
- K vyzrňování bavlny ze strojní sklizně (vřetenové česače) je nutné vedle vlastního vyzrňovače několikastupňové zařízení (příp. agregát, jak naznačuje nákres vpravo dole) sestávající ze sušiček, rozvolňovacích/čisticích strojů na hrubé a jemné příměsi a (po vyzrnění) stroje na odstranění lehkých nečistot a nezralých vláken.[7]
- Pro bavlnu sklízenou tzv. „trhacím“ strojem (stripper harvester) se musí použít navíc nejméně jeden stroj na předčištění (cca 36 % hrubých příměsí oproti 8 % s vřetenovým sběračem).[8]
- Vyzrňování se má provádět při vlhkosti bavlny 6-8 %, teplota při sušení nemá přesáhnout 90 °C, balíky se lisují na hustotu 0,2-0,45 g/cm3.[9]